# Frank de Boer
Frank de Boer (Hoorn, 15 de maig de 1970) és un exfutbolista neerlandès, actiu en la dècada del 1990, que destacà com a defensa central a l'Ajax Amsterdam —on guanyà tots els títols possibles— i posteriorment al FC Barcelona durant quatre temporades. La seva carrera professional la realitzà paral·lelament a la del seu germà bessó, Ronald de Boer. Posteriorment ha esdevingut entrenador de futbol.

## Trajectòria

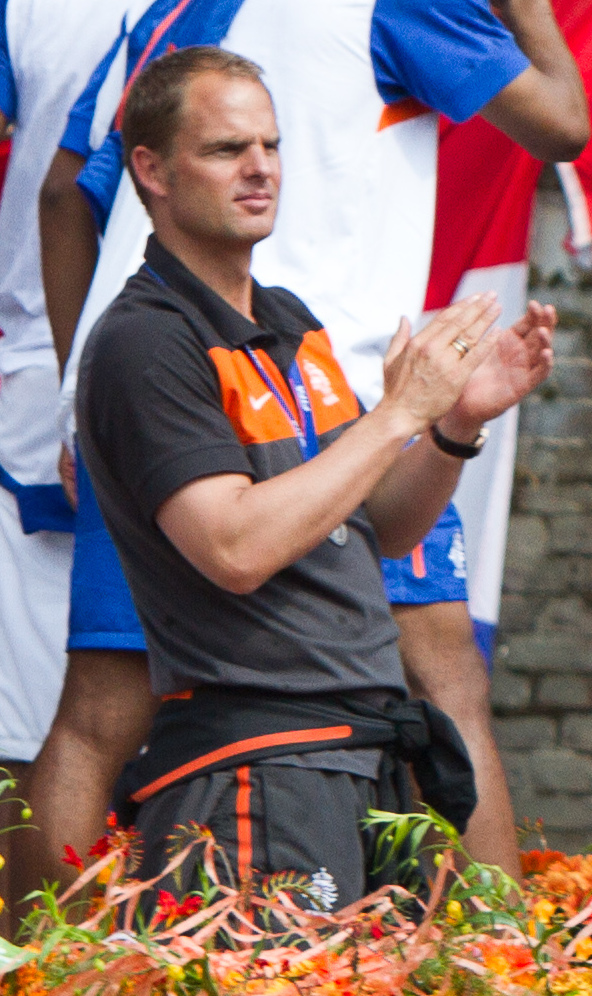
Frank de Boer

Amb una alçada d'1,79 metres, Frank de Boer es caracteritzà per ser un defensa dur, amb un gran sentit de la col·locació i capacitat per al futbol ofensiu. Inicià la seva trajectòria a l'Ajax Amsterdam l'any 1988; va guanyar amb l'equip d'Amsterdam 5 Lligues, 2 Copes i 3 Supercopes; així com la Copa de la UEFA de 1992, la Copa d'Europa de 1995, la Copa Intercontinental de 1996 i la Supercopa d'Europa de 1996.
L'any 1998 fou fitxat, juntament amb el seu germà Ronald, pel FC Barcelona de la mà de Louis van Gaal. En l'equip català no pogué igualar els triomfs de la seva trajectòria a l'Ajax; no obstant això, guanyà la lliga espanyola de 1999.
L'any 2003 fitxà pel Galtasaray turc, d'on posteriorment marxà el 2004 al Rangers FC escocès on, després d'una breu? estada, marxà a Qatar on jugaria a l'Al-Rayyan i l'Al-Shamal abans de retirar-se.
Frank de Boer també fou titular indiscutible de la selecció de futbol dels Països Baixos, on fou seleccionat en 112 ocasions; participà en la Copa del Món de futbol de 1994 i 1998, així com a l'Eurocopa de 1996, 2000 i 2004.

## Palmarès

### Com a jugador
Amb l'Ajax Amsterdam
- Copa Intercontinental (1): 1996
- Copa d'Europa (1): 1994/95
- Copa de la UEFA (1): 1991/92
- Supercopa d'Europa (1): 1995
- Eredivisie (5): 1990, 1994, 1995, 1996 i 1998
- Copa neerlandesa (2): 1993 i 1998
- Supercopa neerlandesa (3): 1993, 1994 i 1995

Amb el Futbol Club Barcelona
- Lliga espanyola (1): 1998/99

### Com a entrenador
Amb l'Ajax Amsterdam
- Lligues neerlandeses (4): 2010–11, 2011–12, 2012–13, 2013–14
- Johan Cruijff Shield (1): 2013